# Atter
Atter ist ein Stadtteil im Westen von Osnabrück (Niedersachsen). Der Stadtteil hatte Ende 2022 4743 Einwohner.
Er umfasst eine Fläche von 1.067,4 Hektar. Atter wurde am 1. Juli 1972 nach Osnabrück eingemeindet.

## Räumliche Gliederung
An Atter grenzen die Stadtteile Eversburg im Nordosten, Westerberg im Südosten und Hellern im Süden. Im Westen grenzt Atter an die nordrhein-westfälische Gemeinde Lotte, hier durchquert auch die Autobahn 1 den Stadtteil. Die Grenze zu Eversburg bildet historisch der Eversburger Landwehrgraben, die Grenze zu Westerberg hingegen verläuft in einem Naherholungsgebiet durch den Rubbenbruchsee. Im Nordwesten von Atter, an der Grenze zu Lotte, liegt der Attersee. Bedeutendstes Fließgewässer in Atter ist die Düte, die von naturnahen Flussauen gesäumt ist.
Die Wohnbebauung des Stadtteils gliedert sich in drei Hauptsiedlungen: den Atteraner Ortskern, die Siedlung Atterfeld im Süden sowie die Strothesiedlung und das zukünftige Landwehrviertel im Nordosten. Dazwischen liegen hauptsächlich landwirtschaftlich genutzte Flächen und Wälder. Der Bereich Atters, der nördlich der Bahnstrecke Löhne–Rheine nahe der Autobahn 1 liegt, ist gewerblich geprägt.

## Geschichte

### Bürgermeister der ehemaligen Gemeinde Atter
- 1933–1945 Giesbert Bergerhoff (NSDAP)[4][5]
- 1946–1948 Gottfried Kampmeier (UWG)
- 1948–1952 Heinrich Hasemeyer (SPD)
- 1952–1956 Giesbert Bergerhoff (UWG)[6]
- 1956–1966 Heinrich Hasemeyer (SPD)[7]

### Einwohnerentwicklung
Die Einwohnerentwicklung des Stadtteils Atter:
| Datum             | Einwohner |
| ----------------- | --------- |
| 31. Dezember 2004 | 4107      |
| 31. Dezember 2005 | 4065      |
| 31. Dezember 2006 | 4059      |
| 31. Dezember 2007 | 4018      |
| 31. Dezember 2008 | 4135      |

| Datum             | Einwohner |
| ----------------- | --------- |
| 31. Dezember 2009 | 4192      |
| 31. Dezember 2010 | 4139      |
| 31. Dezember 2011 | 4164      |
| 31. Dezember 2012 | 4168      |
| 31. Dezember 2013 | 4138      |

| Datum             | Einwohner |
| ----------------- | --------- |
| 31. Dezember 2014 | 4260      |
| 31. Dezember 2015 | 4314      |
| 31. Dezember 2016 | 4303      |
| 31. Dezember 2017 | 4306      |
| 31. Dezember 2018 | 4292      |

| Datum             | Einwohner |
| ----------------- | --------- |
| 31. Dezember 2019 | 4278      |

### Kaserne an der Landwehrstraße
Im Nordosten von Atter existierte ein 370.410 m² großes Kasernengelände. Die Kaserne an der Landwehrstraße wurde in den 1930er Jahren für die Wehrmacht errichtet und um 1940 in ein Kriegsgefangenenlager umgebaut. In dem Lager mit dem Namen Oflag VI C waren rund 5000 Gefangene einquartiert, mehrheitlich serbische Offiziere. Nach dem Krieg war das Gelände zunächst ein DP-Lager, ehe in den 1950er Jahren die Britische Rheinarmee eine Kaserne mit dem Namen Quebec Barracks einrichtete. In dieser befand sich das Hauptquartier der Garnison Osnabrück. Auch 107 Wohneinheiten außerhalb der Kaserne, vornehmlich aus den 1950er- und 1960er-Jahren, wurden von Angehörigen der Britischen Streitkräfte genutzt. Seit 2017 entsteht auf dem ehemaligen Kasernengelände das „Landwehrviertel“, welches das größte zusammenhängende Neubaugebiet in Osnabrück seit dem Zweiten Weltkrieg darstellt und aus über 800 Wohnungen bestehen wird.

## Bauwerke
Die evangelisch-lutherische Stephanuskirche und das Gut Leye mit einer römisch-katholischen Kapelle bestehen bis heute, während die evangelisch-reformierte Atterkirche wegen Finanzknappheit geschlossen wurde. In dem Gebäude ist heute der Stadtteiltreff Wir in Atter ansässig. Der etwa 10.000 m² große Atter Friedhof ist der kleinste Osnabrücker Friedhof. Er liegt im Leyer Holz nördlich des Stadtteilzentrums und wurde 1913 angelegt.
Ein wichtiges Verkehrsbauwerk in Atter stellt die Dütebrücke dar, auf der die Autobahn 1 die Bahnstrecke Löhne–Rheine sowie die Düte überquert.

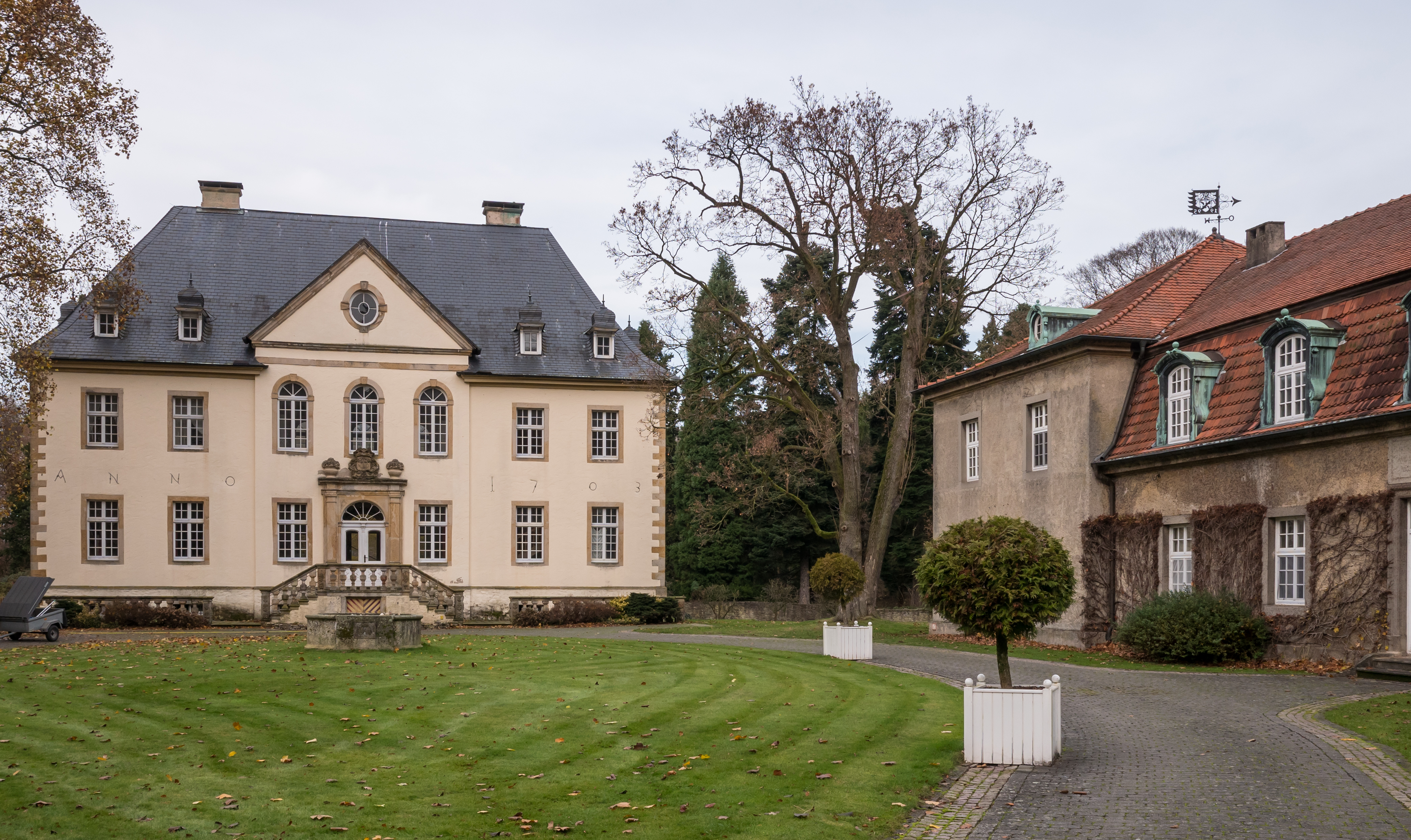
Gut Leye
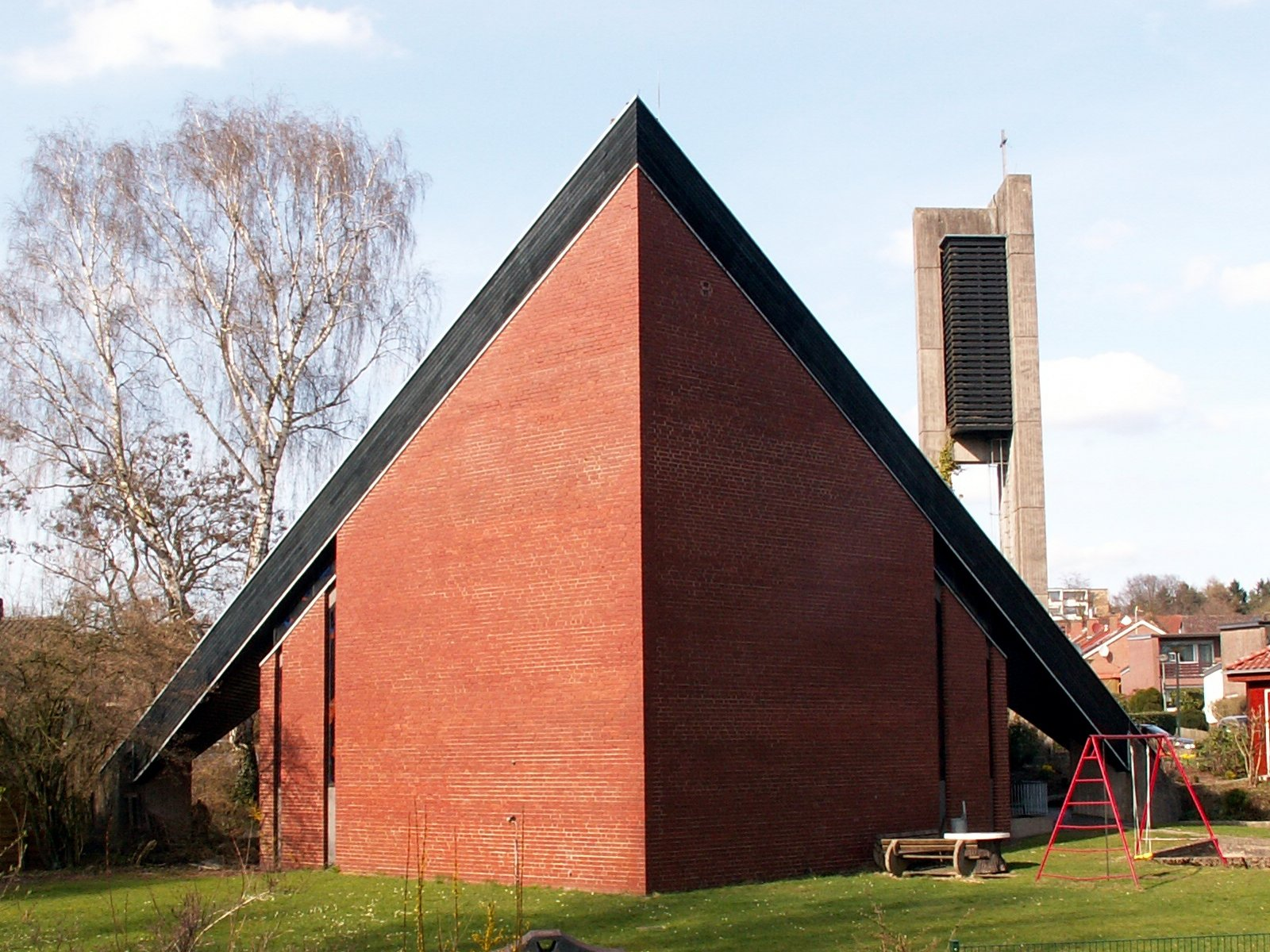
Stephanuskirche
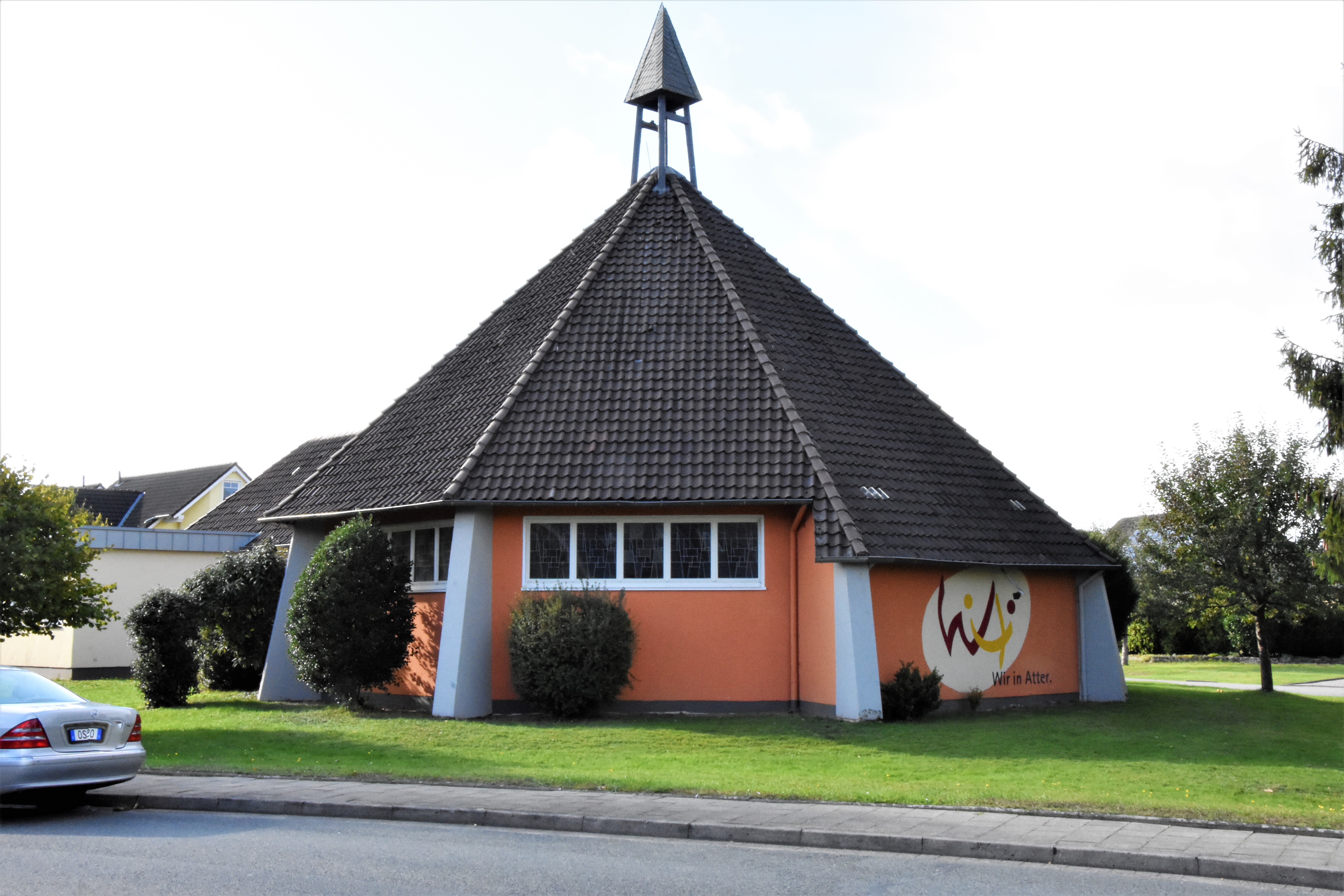
Stadtteiltreff Wir in Atter, ehem. Atterkirche

## Konversion
Das Gelände der Quebec Barracks an der Landwehrstraße wurde 2008 von den Britischen Streitkräften aufgegeben und ging in das Eigentum der BImA über. Im Rahmen von Konversionsmaßnahmen entsteht auf dem Gelände ein neues Wohnquartier unter dem Projekttitel Landwehrviertel, das von der ESOS GmbH, einer Tochtergesellschaft der Stadtwerke Osnabrück, entwickelt wird. Zwischen 2017 und 2022 sollen rund 800–1000 Wohneinheiten für rund 2500 Menschen gebaut werden, das Landwehrviertel ist damit das größte Neubaugebiet in Osnabrück seit dem Zweiten Weltkrieg. Einige Gebäude aus der Nutzungszeit des Militärs (z. B. ein Sporthallen-Komplex) sowie ein Magerrasen-Biotop im Westen des Geländes sollen erhalten bleiben. Neben der Wohnbebauung sollen zum Landwehrviertel auch ein Supermarkt, eine Kindertagesstätte, ein zentraler Park sowie eine ÖPNV-Anbindung gehören.

## Verkehrsanbindung
Atter liegt an der Bundesautobahn 1 und ist über die Anschlussstelle Osnabrück-Hafen erreichbar. In Atter liegt mit dem Flugplatz Osnabrück-Atterheide der einzige Flugplatz Osnabrücks.
Am Rande von Atter, jedoch schon auf nordrhein-westfälischem Gebiet, befand sich ehemals der Bahnhof Lotte an der Bahnstrecke Löhne–Rheine, auf den die Atter Bahnhofstraße noch heute Bezug nimmt. Ferner bekam Atter 1949 Anschluss an die damals erste Oberleitungsbus-Linie Osnabrücks, diese führte mit Straßenbahnanschluss vom Rißmüllerplatz über die Natruper Straße nach Eversburg-Atter und mit einer anderen Teillinie nach Eversburg-Büren (→ Nahverkehr in Osnabrück). Heute wird Atter von Stadtbussen der Linien M2 und 17 erschlossen.